# قلعه عشق (فیلم)
قلعه عشق (به تامیلی: Kadhal Kottai) فیلمی عاشقانه هندی به کارگردانی آگاتیان در سال ۱۹۹۶ است که در آن آجیت کومار و دویانی نقش اصلی را بازی می‌کنند.
این فیلم در باکس آفیس یک موفقیت بزرگ تجاری بود و همچنین برنده جایزه فیلم ملی بهترین فیلم بلند به زبان تامیل، جایزه فیلم ملی بهترین کارگردانی و همچنین جایزه فیلم ملی بهترین فیلمنامه برای آگاتیان شد. در ژوئیه ۱۹۹۶ مورد تحسین منتقدان قرار گرفت و متعاقباً به چندین زبان منطقه ای هند بازسازی شد.
این فیلم با بازبینی‌های مثبت روبرو شد و اعلام کرد که فیلم پرفروش در طول ۲۷۰ روز تبدیل به یک فیلم بزرگسال نقره‌ای شده‌است.